# 家に五女あり
『家に五女あり』（いえにごじょあり）は、TBS系列「愛の劇場」枠で2007年9月3日から10月26日まで、毎週月曜日から金曜日の13:00～13:30（JST）に放送された全40話の昼ドラマである。『天までとどけ』シリーズの総合企画アンテンヌ製作。

## 概要
源氏鶏太の1961年の小説『家庭の事情』のドラマ化作品である。定年退職を迎えた父と個性的な5人の娘たちのそれぞれの生き方を描く。親子の関わりあいの部分は原作で描かれた要素を残しつつも、娘たちの職業や年齢をはじめ、6人で分配される金額や、娘たちがその後抱えるトラブルや出来事など、現代の時代背景に合わせて設定が大幅に変更され（四女・志奈子と五女・伊世子に与えられたお金は、それぞれが20歳を迎えるまで平太郎が管理する点など）、明るいタッチのホームドラマとして描かれている。
主題歌やオープニングのタイトルバックはなく（ただし番組タイトルと提供スポンサーの紹介はある）、キャスト・スタッフのクレジットは、本編（Aパート）が始まってから画面下半分に横スクロールされている。
遅れネット局である福井放送は、本作の途中から放送時間が月 - 金曜15:54 - 16:24から水・木曜15:00 - 16:00（2話連続放送）、金曜15:00 - 15:30（1話放送）に変更された（『愛の劇場』終了まで。同じ遅れネット局である秋田放送は月 - 金曜16:24 - 16:54のまま変更なし）。
なお『家庭の事情』を原作にした作品は、それまでに2度映画化され、1968年にはドラマ化もされている。
- 『家庭の事情』 （1962年、監督・吉村公三郎、主演・山村聰）
- 『四つの恋の物語』 （1965年、監督・西河克己、主演・吉永小百合）
- 『花の恋人たち』 （1968年7月 - 9月、NETテレビ［現・テレビ朝日］、主演・芦川いづみ）

## あらすじ
亡き妻・悦子の三回忌を迎え、38年間勤めてきた会社を定年退職した平太郎は、自身の退職金と妻が遺した貯金を合わせた3000万円を、家族6人で1人500万円ずつ均等に分けることを提案する。そのことに娘たちは驚くが、父の思いのこもった500万円をそれぞれ有意義に使おうとする。ところが娘たちの抱えるトラブルが次々と明らかになっていき、仕事一筋で長年彼女たちと向き合ってこなかった平太郎はただ戸惑うばかり。果たして娘たちは、幸せになることができるのだろうか?

## 登場人物・キャスト

### 三沢家
三沢 平太郎（みさわ へいたろう） - 前田吟
五人姉妹の父親。60歳。亡き妻・悦子の三回忌と自らの定年退職を機に、退職金と悦子の遺した貯金を娘たちに分配。極真空手の指導者でもあるが、心臓病を患っている。次々と勃発する娘たちの問題と向き合う中で、少しずつだが「父親」として娘たちの気持ちを理解していくようになる。静香から自分が帰郷した後は平太郎に「パンの実」をやってほしいという願いを受ける形で「パンの実」のオーナーになることを決意。自身の500万円はその経営資金に充てることに。
三沢 一代（みさわ かずよ） – つぐみ
長女。30歳。区役所樋暮出張所の職員。悦子亡き後、三沢家の家事を一手に引き受けていた。しかし一代だけに家事を任せてきたことで姉妹たちが揉めた結果、そのつど家事を分担するようになったこと、また平太郎が定年退職後、積極的に家事に参加してきたこともあり、以前に比べるとその負担は軽減している。お見合い相手の吾郎との交際をずっと断り続けるも、しだいに平太郎や姉妹たちに対し、身内以上に何かと気にかけてくれる吾郎のことを見直しつつある。ところが再会した幸田に心惹かれ、吾郎と幸田の間ではっきりしない一代の優柔不断な態度を責められる。だが一代は、吾郎との結婚に一番乗り気だった平太郎が魔よけの石像や釣竿を吾郎から気安く譲り受けたことや、一代が吾郎の旅館を訪れた際、自分が若女将になることに対して仲居や板前たちから期待をかけられたことがどんどん重圧となっていったことをさらけ出した。一時は平太郎とも険悪になり、幸田からプロポーズされたことを知った吾郎とは大ゲンカするが、やがて吾郎のことが本当はずっと好きだったことに気づき、幸田のプロポーズを断り、吾郎と交際することを選んだ。その後、週末だけ吾郎の旅館に通い、若女将になるための修行を始めている。なお500万円は普通自動車免許を取得するために自動車教習所に通う資金に充てた。二度目の卒業試験で無事免許を取得している。
三沢 二美子（みさわ ふみこ） - 桜田聖子
次女。27歳。フリーのプロカメラマン。仕事は軌道に乗りつつあるが、妥協を許さない姿勢が時として仇となる面も。自身が撮影した写真に交際していた望月のエッセイをつけた本を出版するのが夢だったが、黒木に出版詐欺に遭った上、望月とも彼が帰郷するのと同時に別れる。失意のどん底だったが、その後平太郎の励ましで立ち直る。二美子を心配するあまり、公私にわたり口出ししてくる耕二を再三たしなめてきたが、その耕二に突然キスされそうになり困惑している。それ以降、変に意識しだしたことで師弟関係のバランスが崩れてしまい、二美子の下で働きづらくなった耕二がアシスタントを辞める際、フリーでもやっていけるように仕事を紹介している。500万円は姉妹の中でいち早く遣い、自身の個人オフィスを新たに借りる資金に充てたが、200万円は黒木に騙し取られている。
三沢 三也子（みさわ みやこ） - 原田佳奈
三女。21歳。豊洲女子大学英文科の大学生。成績優秀でイギリス留学の話が持ち上がっている。離婚歴のある小田切と交際していた。500万円は当初一人暮らしを始めるために（実際は小田切と密会するために）部屋を借りる目的で遣おうとしていた。だが小田切との関係を知った志奈子に口止め料として10万円を支払うが、そのことも含め、のちに小田切との関係を平太郎に知られたため部屋を借りる契約は解約している。小田切とも別れることとなり、嫉妬と憎しみの入り混じった感情から小田切に嫌がらせを繰り返し、挙句の果てには小田切からセクハラされたと学部長に嘘の訴えを起こす。しかし小田切が三也子のことを本気で愛していたことを知り、平太郎や姉妹たちの説得もあり、その後自身と小田切との関係も含め、すべての真実を大学に話した。小田切からの働きかけもあり、退学を含む処分は免れた。だが香苗からの知らせを受け、病に倒れた小田切の元へ向かおうとしたが、結局途中で引き返してしまい、そのまま死別。遺されたイギリス留学の推薦文を見て、ひどい仕打ちをしたのに最後まで自分のことを気にかけてくれていたのを知り号泣した。小田切の件があってか、姉妹たちの恋愛について三也子が口にする一言には、誰もが頷くほど説得力がある。
三沢 志奈子（みさわ しなこ） - 宮沢静香
四女。15歳。文郷中学校の3年生。高校受験を控えているにもかかわらず、肝心の勉強に身が入らないことを理由に遊び歩いていた。自分と伊世子が未成年のために今すぐ500万円を貰えないことに激しく反発。小田切との関係の口止め料として、三也子から受け取った10万円で急に羽振りがよくなったことを不審に思われ、伊世子の誕生日プレゼントに贈った2万円のブランドもののバッグが原因で平太郎にバレてしまう（それと同時に三也子の一人暮らしの目的が小田切と関係していたことも知られてしまう）。また不良仲間との付き合いがあったため警察に補導されたり、ドラッグに手を染めていたこともある。その結果、成績がクラスで最下位となってしまうが、現状のままでは高校に進学できないことを自覚し、三也子から勉強を教わるようになる。そのかいあって成績も上がり、それが自信となって一層勉強に励むようになる。そして受験勉強に専念するべくギャルサーを脱退しようとするが、ギャルサー仲間のナオミと萌に辞めさせないようたびたび脅され、平太郎に対し振り込め詐欺を働いてしまう。同じクラスの亮平に想いを寄せられるが、志奈子自身は亮平を「谷口」と呼び捨てにし、恋愛対象とは思っていない。だが亮平のことが好きな伊世子から、本当は志奈子も亮平のことが好きなのではないかと指摘される。
三沢 伊世子（みさわ いよこ） - 麗美
五女。12→13歳（第8話で誕生日を迎えた）。文郷中学校の1年生。平太郎とともに空手の稽古に励む元気娘。伊世子が絡んだ些細な出来事がきっかけで、次々と娘たちのトラブルが平太郎に知られることとなる。また平太郎が男の子を欲しがっていたと勘違いし、自分が男の子になろうと思い切って髪型を丸刈りにしてしまったこともある。その後、憧れている亮平にほのかな恋心を抱き、空手を辞めて吹奏楽部へ入部。その一方、亮平と親しくしている志奈子に対してやきもちを焼き、たびたびケンカに発展してしまう。亮平に告白したが、志奈子のことが好きだと言われ、結局振られてしまう。姉妹の中では一番吾郎に懐いている。
三沢 悦子（みさわ えつこ） - 田中美和
平太郎の妻で、五人姉妹の母親。2年前に他界。入院中、自分の病気が治ったら家族みんなで温泉に行くことを平太郎と約束していた。悦子が生きている間には実現できなかったが、一代が若女将修行をしている吾郎の旅館を家族で見に行く時、平太郎が悦子の遺影を持ってきて、その約束を果たした。

### その他

#### 一代関係
団 吾郎 - 佐藤二朗
箱根にある老舗旅館「和心亭 豊月」の若主人で、一代の見合い相手。姉妹たちからは「ダンゴロー」と呼ばれている。誠実な性格だが図々しいのが玉にキズ。世界の国々の国歌を歌える特技を持つ。見合いの席で一代にひと目ぼれして以来、一途に思い続けていた。ひとりっ子だったこともあり、ゆくゆくは三沢家のような家庭を築くのが夢だった。平太郎や姉妹たちと親しくなっていく過程を見て、吾郎がみんなを取り込んで結婚話を推し進めていこうとしているのではないかと一代にたびたび誤解されていた。しかし一代が幸田からプロポーズされたことを知り、二美子のオフィスで一代と大ゲンカし別れを告げるも、その直後に熱で倒れた一代を一晩看病。翌朝、病状の回復を見届けてから、二度と三沢家に行かないことを告げて去る。その後一代への未練を残した日々を過ごしていた時、「一代がまだ吾郎に気があるかも」という伊世子からのメールを受け、三沢家にやって来て「僕が家を出る!旅館の女将にはならなくていい。だから僕と付き合って下さい!」と一代に改めて交際を申し込んだ（このとき吾郎が一代に伝えた言葉は、吾郎の母・美枝がかつて先代の主人〈吾郎の父〉から銀行内でプロポーズされた時の言葉と全く同じ）。
団 美枝 - 山田スミ子
吾郎の母で「和心亭 豊月」の女将。一代をひと目で気に入る。かつては銀行に勤めていて、先代の主人からの結婚の申し込みを二度断っていたが、先代の主人から銀行内でプロポーズされた時の言葉で結婚を決意した過去がある。
幸田 正樹 - 前田淳
一代が大学時代に憧れていた考古学サークルの先輩。商社に入社以来ずっと海外赴任していたが、シドニーから帰国後、本社の開発事業部に復職。一代と「パンの実」で5年ぶりに再会し、それ以来互いに惹かれあい、急接近するようになる。だが急死した支社長の代行として急遽シンガポール支社への異動が決まり、一緒にきてほしいと一代にプロポーズするが、吾郎との交際を決めた一代からは一緒に行けないと断られている。

#### 二美子関係
坂居 耕二 - 西興一朗
二美子のアシスタント。公私にわたり気にかけてきた二美子に密かに想いを寄せていて、アシスタントを辞める時、二美子に告白している。
望月 雅彦 - 尾関伸嗣
小説家を志し、二美子と交際していたが、事実上ヒモ状態の関係となっていた。居酒屋で知り合った黒木を紹介したことで、二美子に出版詐欺の被害に遭わせた責任から、小説家になる夢をあきらめ故郷に帰ってしまう。
黒木 真也 - 仲本工事（特別出演）
望月が二美子に紹介した編集者を名乗る男。写真集の出版を持ちかけるが、二美子が支払った200万円を持ち逃げし失踪。二美子の他にも、多くの漫画家や小説家が同様の出版詐欺に遭っており、後に逮捕されている。
門脇編集長 - 野地将年
掲載写真の撮影を二美子に依頼。だが「対象物さえ写っていればいい」という考え方なため、二美子とは相性は悪い。
ベットモデル - 上枝シュウ
二美子が担当した、ドッグフードの広告撮影でモデルとなった犬。
ペットモデルの飼い主 - 野澤敏樹、河合由起子

#### 三也子関係
小田切 直哉 - 藤堂新二
豊洲女子大学の教授で、イギリス文学史を研究している。自分のゼミを専攻している三也子と交際していたが、その関係を妻子に知られ、平太郎にも三也子と別れることを約束。その後も三也子から中傷や嫌がらせを受けていたが、小田切自身は既に離婚していて不倫関係ではなかったこと、ただ純粋に三也子を愛していたことを三也子と平太郎にそれぞれ明かしている。しかし三也子が「小田切からセクハラを受けた」と学部長に嘘の訴えを起こした時、その罪を被ったまま大学を去り、四国の大学へ移った。だがその後、末期がんで倒れ、三也子にイギリス留学の推薦文を遺し、入院していた松山の病院で亡くなった。
小田切 香苗 - 尾崎由衣（kiss and cry）
小田切の娘。自分の父と三也子との関係を知って三沢家に乗り込み、三也子に父親を返してと迫った。しかし再び三沢家を訪れた時には、病魔に侵され余命僅かとなった小田切に会ってほしいと三也子に懇願する。
ウエイトレス - 沓澤智美
三也子と小田切が密会している喫茶店のウエイトレス。
女子大生 - 佐々美貴、本間有礎、原田舞、民本尚子
三也子と同じ豊洲女子大学の学生。

#### 志奈子関係
志奈子の友人 - 桜井海里
学校は違うが、いつも一緒にいる親友。ぜんそくの持病があるにもかかわらず、ライブ会場で見知らぬ人から貰った錠剤のドラッグを服用して体調を崩したが、平太郎に助けられる。
新井 ナオミ - 麻里也
戸塚 萌 - 由良有里紗
志奈子のギャルサー仲間。受験勉強に専念するためにサークルを辞めようとする志奈子に対し、言うことを聞かないならば伊世子に危害を加えると脅して大金を巻き上げた上、振り込め詐欺を強要する。それを知った平太郎からの叱責に、初めは反省の色も見せなかったが、身を挺して志奈子を守った平太郎の姿に、少しは罪の意識を感じたのか、バッグなどを売って金を工面し、三沢家のポストに返しに来た。やがて二人の将来を案じて警察に届けなかった平太郎の思いを知り、ようやく謝罪の言葉を口にする（だが平太郎はまだ二人を許したわけではない）。

#### 伊世子関係
花屋の店員 - 河西悠
吾郎から贈られた、伊世子の誕生日祝いの花束を三沢家に届けた。
中学生 - 山本憂奈
伊世子と同じ中学の友人。伊世子と下校中に偶然吾郎と会う。
谷口 亮平 - 久保尚暉
伊世子と同じ中学の先輩。吹奏楽部に所属しアルトサックスを担当している。同じクラスの志奈子が好きで、自分も受験する徳大附属高校への受験を勧める。妹のような思いで接してきた伊世子からの告白を断っている。
警官 - 針原滋、寒川井譲
プロレス観戦に出かけた伊世子と吾郎を援助交際のカップルと間違えて補導。

#### 平太郎関係
北川 静香 - 内田春菊
先立たれた夫が営んできたベーカリー「パンの実」で店主を務める。また亡き悦子の親友で、その夫である平太郎に思いを寄せている。店内に設けた喫茶スペースの常連である平太郎や高村とは、いつも三沢家の姉妹たちのトラブルに対する相談などを話し合っていた。三沢家の姉妹たちもお気に入りの店だったが、田舎に住む父親を介護するため一度は「パンの実」を閉めることを決める。しかしその後、平太郎が店を引き継ぐ決意をしたことから、沙織と太郎に店と平太郎のことを託した。一代に吾郎とのお見合いを薦めた。
岡崎 沙織 - 三浦涼子
「パンの実」のアルバイト。現在彼氏と同棲中。
菅 太郎 - 本間健太郎
静香の知り合いのパン職人。職人歴5年で、前に勤めていたパン屋の移転でそこを辞め、再就職先を探している最中だった。静香が田舎の実家に帰っている間、臨時で「パンの実」のオーナーを務めていたが、「パンの実」の新オーナーとなる平太郎を沙織とともにサポートしていくことに。
高村 宗秀 - 鶴田忍
寺の住職で平太郎の幼なじみ。相次ぐ娘たちのトラブルに戸惑う平太郎にアドバイスする。
運送会社の配達員 – 中村祐介、西本雄一
平太郎が吾郎から譲り受けたインドネシアの魔よけの石像を三沢家に配達。
医師 - 小島聡
心臓発作で倒れた平太郎が入院した慈愛病院の医師。
看護師 - 重村真智子
心臓発作で倒れた平太郎が入院した慈愛病院の看護師。

## スタッフ
- ナレーション - 峯のぼる
- 企画 - 寺島麻由、三城真一
- 原作 - 源氏鶏太『家庭の事情』より
- 脚本 - 関根俊夫、藤原環、千島桃子
- 演出 - 清水満、堀口明洋、新村良二
- 音楽 - 山下康介
- 技術協力 - バル・エンタープライズ
- 美術協力 - KHKアート
- 編集・MA - ザ・チューブ
- スタジオ - 東京メディアシティ
- プロデューサー - 高橋泰（総合企画アンテンヌ）、小越浩造（東北新社クリエイツ）
- 制作協力 - 東北新社クリエイツ
- 製作 - TBS、総合企画アンテンヌ